# Fórmula màgica
En la política suïssa, la fórmula màgica (alemany: Zauberformel, francès: formule magique, italià: formula magica) és una fórmula per repartir els set seients executius del Consell Federal entre els quatre principals partits governants. La fórmula va ser aplicada per primera vegada en 1959, i va atorgar dos seients al Partit Radical Democràtic (PRD), al Partit Popular Democristià (PDC) i al Partit Socialista Suís (PSS), i un seient al Partit Popular Suís (PPS), també conegut com a Unió Democràtica del Centre (UDC). Després de les eleccions generals del 2003 la fórmula va ser modificada, per donar-li dos seients a la UDC a costa del PDC.
La fórmula no és una llei oficial, sinó un acord entre els membres de la coalició de quatre partits. També respecta l'equilibri lingüístic nacional i atribueix de manera tàcita quatre seients als suïssos de parla alemanya i tres seients als llatins.